# Katarina (Doktor Who)
Katarina – postać fikcyjna związana z brytyjskim serialem science-fiction pt. Doktor Who, w którą wcielała się Adrienne Hill.
Katarina była towarzyszką pierwszego Doktora. Postać ta występowała w serialu od listopada do grudnia 1965. Wystąpiła łącznie w dwóch historiach, lecz nie we wszystkich ich odcinkach. Tylko jeden odcinek z jej udziałem jest w archiwach BBC (Day of Armageddon z The Daleks' Master Plan)
Katarina jest jednym z najkrócej występujących towarzyszek, a zarazem jest ona jedną z niewielu którzy umierają podczas towarzyszenia Doktorowi.

## Życiorys

### Serial
Katarina była niewolnikiem królewny trojańskiej, Kasandry. Podczas wydarzeń z historii The Myth Makers, zostaje wysłana przez nią, by śledzić Doktora i jego towarzyszy, a zwłaszcza Vicki. Katarina zaprzyjaźnia się z Vicki, a podczas wojny trojańskiej pomaga jej, a także Doktorowi i Stevenowi przetrwać. W końcu gdy nadchodzi moment, gdy Vicki odchodzi z załogi TARDISa, dla wojownika, Troilosa, Doktor wraz ze Stevenem przyjmują ją do towarzyszenia im w podróży w przestrzeni i czasie.
Katarina jest niską, prostą, młodą kobietą, która nie może sobie zdać sprawy w jakiej ona sytuacji się znalazła. Jej koncepcja tych wydarzeń jest taka że ona umarła i bóg, a dokładniej Zeus, jakim jest dla niej Doktor przenosi ją do następnego świata. TARDIS natomiast określa jako "świątynia" oraz "pałac doskonałości". Doktor widząc jak głęboko Katarina wierzy w niego, próbuje ją odwieść od tej myśli lecz bezskutecznie.
Podczas wydarzeń z historii The Daleks' Master Plan Katarina zostaje porwana, po czym dusi się w próżni kosmicznej wraz ze swoim oprawcą.

## Występy

### Telewizyjne[a]
| Historia Odcinki                                                                                       | Data premiery        | Data premiery     | Źródło            |
| Historia Odcinki                                                                                       | Pierwszy odcinek     | Ostatni odcinek   | Źródło            |
| Sezon 3 (1965-66)                                                                                      | Sezon 3 (1965-66)    | Sezon 3 (1965-66) | Sezon 3 (1965-66) |
| --- | -------------------- | ----------------- | ----------------- |
| The Myth Makers 4. Horse of Destruction                                                                | 16 października 1965 | 6 listopada 1965  | [ 2 ] [ 4 ]       |
| The Daleks' Master Plan 1. The Nightmare Begins 2. Day of Armageddon 3. Devil's Planet 4. The Traitors | 13 listopada 1965    | 29 stycznia 1966  | [ 3 ] [ 5 ]       |